# Audrey Hollander
Audrey Hollander (Louisville (Kentucky), 4 november 1979) is een Amerikaanse pornoactrice.

## Carrière
Audrey Hollander debuteerde in de film More Dirty Debutantes 268. Hierdoor werd haar naam bekend in de porno-industrie. Hollander acteerde in meer dan 400 films en was daarnaast ook regisseur van de films Otto and Audrey Destroy the World. In 2006 won ze de AVN Award Female Performer of the Year. In oktober 2012 keerde ze na een korte periode van afwezigheid terug in de porno-industrie.

## Prijzen
| Jaar | Prijs                               | Resultaat | Categorie | Voor haar optreden in             |
| ---- | ----------------------------------- | --------- | --- | --------------------------------- |
| 2005 | AVN Award                           | Gewonnen  | Best All-Girl Sex Scene (Video) (met Gia Paloma, Ashley Blue, Tyla Wynn, Brodi & Kelly Kline)                              | The Violation of Audrey Hollander |
| 2005 | XRCO Award                          | Gewonnen  | Best Girl/Girl scène | The Violation of Audrey Hollander |
| 2006 | Venus Paris Fair / EuroEline Awards | Gewonnen  | Best International Actress                                                                                                 | n.v.t.                            |
| 2006 | AVN Award                           | Gewonnen  | Female Performer of the Year                                                                                               | n.v.t.                            |
| 2006 | AVN Award                           | Gewonnen  | Best Group Sex Scène (Video) (met Smokie Flame, Jassie, Kimberly Kane, Otto Bauer, Scott Lyons, Kris Slater & Scott Nails) | Squealer                          |
| 2006 | AVN Award                           | Gewonnen  | Best Anal Sex Scène (Film) (met Otto Bauer)                                                                                | Sentenced                         |
| 2008 | AVN Award                           | Gewonnen  | Most Outrageous Sex Scène (met Cindy Crawford & Rick Masters)                                                              | Ass Blasting Felching Anal Whores |

- Bibsys: 14009901
- Gemeinsame Normdatei: 1062398815
- Nationale Bibliotheek van Polen: a0000002868882
- Virtual International Authority File: 81149066608065602139
- WorldCat: E39PBJf4fwJTT4Df8fT6kkmKh3

 Portaal film · Portaal seksualiteit